# Coregonus candidus
Coregonus candidus es una especie de pez de la familia Salmonidae en el orden de los Salmoniformes.

## Distribución geográfica
Se encuentra en Europa: lagos  Neuchâtel y  Bienne (Suiza).